# الزباء
الزَّبَّاء هي نائِلة بنتُ عَمْرو بنِ الظَّرب بنِ حَسَّانَ بنِ أذينةَ العِمْليقِي مَلِكِ الجزيرة ومَشارِقِ الشَّام، مِن أهْلِ باجرمي، كانَ جَذِيمَة الأبرش -ويقال الأبرص- قَتَلَ أباهَا أوْ عَمِّهَا الصنّور فَمَلَكَتْ هِي بَعْدَهُ وَنَهَضَتْ بالأَخْذِ بثَأرِهِ مِنْ جَذِيمَة وَقيل أيضًا: كَانَتْ مَمْلَكَتُهَا مِنَ الفُرَاتِ إلى تَدْمُر وَجُنُودُهَا بقَايَا العَمَالِقَة وَغَيرِهِم، فَلَمَّا اسْتَجْمَع لهَا الأَمْرُ وَاسْتَحْكَمَ مُلْكُهَا تَأهَّبَتْ لِغَزْوِ جَذِيمَة  فَقَالَتْ لهَا أختُها -وَكَانَتْ عَاقِلَةً-: إنْ غَزَوْتِ جَذِيمَة فَإنَّمَا هُو يَومٌ لهُ مَا بَعْدَهُ وَالحَرْبُ سِجَال، ثُمَّ أشَارَتْ عَليهَا بتَرْكِ الحَرْبِ وَإعْمَال الحِيلَةِ فَأجَابَتْهَا إلى ذَلِك وَكَتَبَتْ إلى جَذِيمَة تَدْعُوهَ إلى نَفْسِهَا وَمُلْكِهَا، وَقَالَتْ لهُ: «إنَّ مُلْكَ النِّسَاء قُبْحٌ فِي السَّمَاعِ وَضَعْفٌ فِي السُّلطّانِ، وَإنَّهَا لمْ تَجدْ لمُلْكِهَا وَنَفْسِها كُفْؤًا غَيْرَك»·
فَلَمَّا وَصَلَهُ الكِتَابُ وَهُوَ بِبَقَّةَ مِنْ شَاطِئِ الفُرَات اسْتَدْعَى خَوَاصَهُ مِنْ أهْلِ الحِجَازِ وَاسْتَشَارَهُم في الأمْر فَأجْمَعَ رَأْيُهُم عَلى أنْ يَسِيْرُوا إليْهَا وَيَسْتَوُليَ عَلىْ مُلكِهَا وَيَتَزَوَّجَهَا، وَكَانَ فِيْهِمْ رَجُلٌ يُقَالُ لهُ: قَصِيْر بنُ سَعْدٍ بنِ عَمْرُو مِنْ قَبيلَةِ لخْمٍ وَهُوَ ابنُ جَاريَة لجَذِيمَة كَانَ أبوهُ تَزَوَّجَهَا، وَكَانَ أديْبًا حَازِمًا نَاصِحًا لجَذِيمَة، مُقَرَّبًا إليهِ فَخَالَفَهُم فيمَا أشَارُوا بهِ وَقَال:«رَأْيٌ فاترٌ، وَعَدُوٌ حَاضِرٌ»· وَقَالَ لجَذِيمَة:«اكْتُبْ إليهَا إنْ كَانَتْ صَادِقًة فَلتُقْبلْ إليكْ، وَإلّا فَلا تُمَكِنْهَا مِنْ نَفْسِكَ، وَقَدْ وَتَرْتَهَا وَقَتَلْتَ أبَاهَا» فَقَال جَذِيمَة: «رَأْيُك في الكَنِّ لا في الضَّحِ» -بمعنى في البيت لا في الخَارج- ثُمَّ دَعَا بابْنِ أخْتهِ عَمْرُو بنُ عُدَي فاسْتَشَارَهُ فَشَجَّعّهُ عَلى المَسِيرِ وَقَالَ:«إنَّ قَوْمِي مَعَ الزَّبَّاءِ فَإذا رَأوْك صَارُوا مَعَكَ· فَأَطَاعَهُ فَقَالَ قَصِير: لا يُطَاعُ لقَصِيرٍ أمْرٌ» وَفِي رِوَايَةٍ أُخْرَى ببَقَّةَ صُرِمَ الأمْرُ.
ثُمَّ إنَّ جَذِيمَة اسْتَخْلَفَ عَلى المُلْكِ عَمْرَو بنَ عَدِي وَعَلى خُيُولِه عَمْرُو بنُ عَبدِ الجن وَسَارَ في وُجُوهِ أصْحَابهِ وَمَعَهُمْ قَصِيرٌ فَلَمَّا أبْعَدُوا قَليْلاً قَالَ لقَصِير:«مَا الرَّأيُ؟ قَالَ: ببَقَة تَرَكْتَ الرَّأيَ» ثُمَّ اسْتَقْبَلَهُ رُسُلُ الزَّبَّاءِ بالهَدَايَا وَالألْطَافِ فَقَالَ: يا قَصِير كَيفَ تَرَى؟ قَال قَصِير:«خَطَرٌ يَسِيْرُ وَخَطْبٌ كَبيرْ» «وَسَتَلْقَاكَ الخُيُولُ فَإنْ سَارَتْ أمَامَك فإنَّ المَرْأةَ صَادِقَة، وَإنْ أخَذَتْ جَنْبَتَيكَ فَأحَاطَتْ بكَ فَإنَّ القَوْمَ غَادِرُوْنْ فَارْكَبِ العَصَا، فإنِّي رَاكَبُهَا وَمُسَايرُكَ عَليْهَا» وَالعَصَا فَرَسٌ كَانَتْ لجَذِيمَة لا تُجَاريْهَا الخَيْل.

## لقاء الزباء وهلاك جذيمة
لَمَا لَقِيَت الكَتَائِبُ جَذِيمَة حَالَتْ بَيْنَهُ وَبَيْنَ العَصَا -أيْ فَرَسِهِ- فَرَكِبَهَا قَصِير وَنَظَرَ إليْهِ جَذِيمَة مُوَلِيَّا عَلى مَتْنِهَا فَقَالَ:«وَيْلَ أَمَه حَزْمًا عَلَى مَتْنِ العَصَا». فَلَمَّا وَصَلُوا بهِ أدْخَلُوهُ على الزَبَّاء فَأجْلَسَتْهُ عَلى نِطْعٍ وَأَمَرَتْ بطُشْتٍ مِنْ ذَهَبٍ وَسَقَتْهُ الخَمْرَ بكَثْرَةٍ، ثُمَّ أمَرَت برَاهِشَيهِ (عُرُوقُ بَاطِنِ الذِّرَاع) فَقُطِعَا وَقَدَّمَتْ إليهِ الطِشْت وَقَدْ قِيلَ لهَا: «إنَّ قَطَرَ مِنْ دَمِهِ شَيءٌ فِي غَيْرِ الطُّشتِ طلبه بدمه وكانت الملوك لا تقتل بضرب الرقبة تكرمه للملك» فلما ضعفت يداه سقطتا فقطر من دمه خارج الطشت فقالت:«لا تضيعوا دم الملك»، فقال جَذِيمَة:«دَعُوا دَمًا ضَيَّعَهُ أهْلُهُ»، ثُمَّ هَلَك جَذِيمَة على هذا الحَال·

## الزباء وقصير

### حيلة الزباء
وَأمًَا قَصِير فَقَدْ جَرَتْ بهِ العَصَا (فرس جَذِيمَة) إلى غُروبِ الشَّمْسِ، وَقَدْ قَطَعَتْ أرْضًا بَعيدَةً، وَقَدْ سَقَطَتْ بهِ مَيِّتَةً فَدَفَنَهَا وَبَنَى عَلَيْهَا بنَاءً يُقَالُ لهُ بُرْجُ العَصَا، وَفِي روَايَة أخْرَى أنَّهَا لمْ تَمُتْ، حَيْثُ كَانَ عَمْرُو بنُ عُدَي يَرْكَبُ كُلَّ يَومٍ مِنْ الحِيرَة فَيَأتِي طَريْقَ الشَّام يَتَجَسَّسُ عَنْ خَبَرِ خَالِهِ وَحَالِهِ فَلَمْ يُبْلِغْهُ أحَدٌ خَبَرَه. فَبَينَا هُو ذَاتَ يَومِ فِي ذَلِك، إذْ نَظَرَ إلى فَرَسٍ مُقْبِلٍ عَلى الطَّريقِ، فَلَمَّا دَنَا مِنْهُ عَرَفَ الفَرَسَ وَقَالَ: يَا خَيْرَ مَا جَاءَتْ بهِ العَصَا. فَذَهَبَتْ بهِ مَثَلًا. فَلَمَّا دَنَا مِنْهُ قَصِير قَالَ لهُ مَا وَرَاءَك؟ قَالْ قُتِلَ خَالُكَ وَجُنُودُهُ جَمِيْعًا فاطْلُبْ بثَأرِكَ. قَالْ: وَكَيْفِ لِي بهَا وَهِيَ أمْنَعُ مِنْ عُقَاب الجَّو.
وَكَانَتْ الزَبَّاء سَألَتْ كَاهِنَةً لهَا عَنْ هَلاكِهَا، فَقَالَتْ: أرَى هَلاكَكِ بسَبَبِ غُلامٍ مَهيْنْ، غَيرَ أمِينْ وَهوَ عَمْرُو بنُ عُدَيْ، وَلَنْ تَمُوتي بيَدِهِ وَلَكِنَّ حَتْفَكِ بيَدِكِ وَمِن قَبْلِهِ مَايَكُونُ ذَلك، فَحَذِرَتْ عَمْرًا وَاتَّخَذَتْ لهَا نَفَقًا مِنْ مَجْلِسِهَا الذي كَانَتْ تَجْلِسُ فيهِ إلى حِصْنٍ لهَا فِي دَاخِل مَدينَتِهَا وَقَالَتْ إنْ فَاجَأنِي أمْرٌ دَخَلْتُ النَّفَقَ إلى حِصْنِي، وَدَعَتْ رَجُلًا مُصَوِّرًا مِنْ أجْوَدِ أهْلِ بلادِهِ تَصْويرًا وَأحْسَنِهِم عَمَلًا فَجَهَّزَتْهُ وَأحْسَنَتْ إليْهِ وَقَالَتْ: سِرْ حَتَّى تَقْدُمَ عَلى عَمْرِو بنِ عُدَي مُتَنَطِّرًا فَتَخْلُوَ بحَشَمِهِ وَتَنْضَمَّ إليهِمْ وَتُخَالِطَهُمْ وَتُعَلِّمَهُمْ مَا عِنْدَكَ مِنَ العِلْمِ بالصُّوَرِ ثُمَّ أثْبِتْ لي عَمْرو بنُ عُدَي مَعْرِفَة، فَصَوِّرْهُ جَالِسًا وَقَائِمًا وَرَاكِبًا وَمُتَفَضِّلًا وَمُتَسَلِّحًا بهَيئَتِهِ وَلَبْسَتِهِ وَلَوْنِهِ، فَإذا أحْكَمْتَ ذَلِكَ فَأقْبِلْ إليّ، فَانْطَلَقَ المُصَوِّرُ حَتَّى قَدَمَ عَلى عَمْرُو بنُ عُدَي وَصَنَعَ الذي أمَرَتْهُ بهِ الزَبَّاء، وَبَلَغَ مِنْ ذَلِكَ مَا أوْصَتْهُ بهِ، ثُمَّ رَجَعَ إلى الزَبَّاء بعِلْمِ مَا وَجَّهَتْهُ لهُ مِنَ الصُّورَة عَلى مَا وَصَفَتْ وَأرَادَتْ أنْ تَعْرِفَ عَمْرُو بنُ عُدَيْ فَلا تَرَاهُ عَلَى حَالٍ إلّا عَرَفَتْهُ وَحَذِرَتْه وَعَلِمَتْ عِلْمَه.
بَعْدَهَا قَالَ قَصِيرُ لعَمْرُو بنُ عُدَي: اجْدَعْ أنْفِي وَاضْرِبْ ظَهْري وَدَعْنِي وَإيَّاهَا فَقَالَ عَمْرُو مَا أنَا بفَاعِلٌ، وَمَا أنْتَ لذَلِكَ مُسْتَحِقًا عِنْدِي، فَقَالَ قَصِيرٌ خَلِّ عَنِي إذًا وَخَلّاكَ ذَمْ، فَذَهَبَتْ بهِ مَثَلًا، فَقَالَ لهُ عَمْرُو: فَأنْتَ أبْصَر، فَجَدَعَ قَصِيرٌ أنْفَهُ، وَأثَر آثَارًا بظَهْرِهِ، فَقَالَتْ العَرَبُ: لِمَكْرٍ مَا جَدَعَ قَصِيرٌ أنْفَهُ، وَفِي ذَلِكَ يَقُولُ المُتَلَمِّسْ:

### وصول قصير إلى الزباء
خَرَجَ قَصِير حَتَّى قَدِمَ عَلى الزَبَّاء فَأدْخِل عَلَيْهَا، فَلَمَّا رَأَتْهُ أجْدَعَ قَالَتْ لأمْرٍ مَا جَدَعَ قَصِيرٌ أنْفَه، ثُمَّ قَالَتْ: مَا الذي أرَاهُ بكَ يَا قَصِير؟ قَالَ: زَعَمَ عَمْرُو أنِّي غَرَرْتُ خَالَهُ وَزَيَنْتُ لهُ المَصِيْرَ إلَيْكِ وَمَالأْتُكِ عَلَيْهِ، ففعل بي ما ترين، فَأقْبَلْتُ إليكِ وَقَدْ عَرَفْتُ أنَّي لا أكُوْنُ مَعَ أحَدٍ هُوَ أثْقَلُ عَلَيْه مِنْكِ فَأكْرَمَتْهُ وَرَأتْ مَا أعْجَبَهَا مِنْ حَزْمِهِ وَحَذْقِه وَدِرَايَتِهِ وَمَعْرِفَتِهِ بأُمُورِ المُلْكِ فَلَمَّا عَرَفَ أنَّهَا قَدْ وَثَقَتْ بهْ قَال: إنَّ لِيْ بالعِرَاقِ أمْوالًا كَثيرَة وَلِي بهَا طَرَائِفُ وَعِطْر فابْعَثينِي لأحْمِلَ مَالِي وَأحْمِلَ إليْكِ مِنْ طَرَائِفِهَا وَمِنْ صُنُوفِ مَا يَكُونُ بهَا مِنْ التِّجَارَة فَتُصِيبينَ أرْبَاحًا وَبَعْضَ مَا لا يَكُونُ للمُلُوكِ غِنَىً عَنْهُ فَآذَنَتْهُ وَدَفَعَتْ إليْهِ أمْوَالًا، وَجَهَّزَتْ مَعَهُ الدَّوَابَ، فَسَارَ حَتَّى قَدِمَ العِرَاقَ وَأتِي عَمْرَو بنَ عُدَي مُخْتَفيًا وَأخْبَرَهُ الخَبَرَ· وَقَالَ: جَهِزْنِي بصُنُوفِ البَزِّ وَالطَّرْفِ لَعَلَّ الله يُمَكِّنُنَا مِنَ الزَبَّاءِ فَتُصِيبَ مِنْهَا ثَأرَكَ فَأعْطَاهُ مَا طَلَبَ وَعَادَ بهِ إلى الزَبَّاءِ فَأعْجَبَهَا ذَلِكَ كَثيرًا وَزَادَتْ بقَصِير ثِقَتُهَا ثُمَّ جَهَّزَتْهُ بَعْدَ ذَلِكَ بأَكْثَرَ مِمَّا جَهَّزَتْهُ في المَرَّةِ الأُوْلَى فَسَارَ إلى العِرَاقِ وَلَمْ يَدَعْ طُرْفَةً إلا قَدِمَ بهَا عَلَيْهَا حَتَّى تَعَجَّبَتْ مِنْهُ، ثُمَّ عَادَ الثَّالِثَةَ وَقَالَ لعَمْرٍو: اجْمَعْ لِيْ ثِقَاتِ أَصْحَابكَ وَجُنْدِكَ وَهَيِّئْ لَهُمُ الغَرَائِرَ (وَهِيَ كَالصَّنَاديْقِ كَانَ هُوَ أوَّلَ مَنْ اخْتَرَعَهَا) فَلَمَّا تَهَيَأَتْ جَعَلَ كُلَّ رَجُلَيْنِ فِي غِرَارَتَيْنِ عَلَىْ ظَهْرِ بَعِيرٍ وَجَعَلَ مَعْقِدَ رُؤُوسِهِمَا مِنْ بَاطِنِهِمَا وَقَالَ لعَمْرٍو: إذَا وَصَلْنَا أَقَمْتُكَ عَلى بَابِ السَّرب، ثُمَ أخْرَجْتَ الرِّجَالَ مِنَ الغَرَائِرِ فَصَاحُوْا بأَهْلِ المَدِينَةِ فَمَنْ قَاتَلَهُمْ قَاتَلُوهُ وَإنْ أقْبَلَتْ هِي إلى سربهَا قَتَلْتَهَا أَنْتَ، فَلَمَّا تَمَّ ذَلِكَ، سَارَ قَصِير مُجِدَّا حَتَّى إذَا قَرُبَ سَبَقَ إليْهَا وَبَشَّرَهَا بكَثْرَةِ مَا حَمَلَ إليْهَا مِنَ المَالِ وَالتُّحَفِ وَالثِّيَابِ وَكَانَ المَسِيْرُ فِي اللَّيْلِ وَيَكْمُنُ فِي النَّهًَارِ لِرَاحَةِ القَوْمِ فَأَشْرَفَتْ الزَبَّاءُ مِنْ قَصَرِهَا وَأَبْصَرَتِ الإبلَ مُثْقَلَةً بالأَحْمَالِ تَسِيْرُ الهُويْنَا وَتَكَادُ قَوَائِمُهَا تَسُوخُ فِي الأَرْضِ فَقَالَتْ: يا قَصِير:

### نهاية الزباء
ثُمَّ دَخَلَت الإبلُ المَدِينَة فَلَمَّا تَوَسَطَتْهَا أُنِيْخَتْ وَخَرَجَ الرِّجَالُ مِنَ الغَرَائِرِ وَدَخَلَ عَمْرٌو عَلى بَابِ السرب ثُمَّ وَضَعُوا السَّيْفِ فِي أَهْلِ البَلَدِ وَأَقْبَلَتِ الزَبَّاءُ تُريْدُ الخُرُوْجَ مِنَ السرب، فَلَمَّا أبْصَرَتْ عَمْرًا عَرَفَتْهُ بالصُّورَةِ فَمَضَّتْ سُمَّا كَانَ بخَاتَمِهَا وَقَالَتْ قَوْلَتَهَا المَشْهُورَة: بيَدِيْ لا بيَدِ عَمْرُو وَلا بيَدِ العَبْدِ وَتَلَقَّاهَا عَمْرُو بالسَّيفِ فَقَتَلَهَا، وَأَقْبَلَ قَصِير حَتَّى وَقَفَ عَلَيْهَا، فَجَعَلَ يُدْخِلُ سَيْفَهُ فِي فَرْجهَا وَيَقُوْل:
وَأَصَابَ عَمْرٌو مَا أَصَابَ مِنَ المَدِينَةِ، ثُمَّ رَجَعَ إلى الحِيْرَةِ· فَكَانَ المَلِكَ بَعْدَ خَالِهِ جَذِيمَة، وَعَمْرُو هَذَا هُوَ جَدُّ النُعْمَانِ بنُ امْرِئ القَيْس أشهر مُلُوكِ المَنَاذِرَة